# Maryam Mirzakhani
Maryam Mirzakhani (en persa: مریم میرزاخانی) (Teheran, 12 de maig de 1977-Stanford, Estats Units, 14 de juliol de 2017) fou una matemàtica iraniana que va viure i va fer recerca als Estats Units. El 2014 va guanyar la prestigiosa Medalla Fields, essent la primera dona i la primera persona iraniana a fer-ho. Va treballar en geometria de l'espai i, amb un estil original, va revolucionar la matemàtica moderna, relacionant geometria i dinàmica.
El 2013 li van diagnosticar càncer de mama, el qual se li va estendre a la medul·la òssia i li va provocar la mort del 14 de juliol de 2017 amb 40 anys.

## Formació
Es va llicenciar en matemàtiques el 1999 a la Universitat de Tecnologia Sharif de Teheran. El 2004 es va doctorar a la Universitat Harvard.
Va desenvolupar la seva carrera en els camps de l'espai de Teichmüller, la geometria hiperbòlica, la teoria ergòdica i la geometria simplèctica.

## Treballs científics
Mirzakhani va fer diverses contribucions a la teoria d'espais modulars de les superfícies de Riemann. En els seus primers treballs, Mirzakhani va descobrir una fórmula que expressa el volum d'un espai de mòduls amb un gènere donat com un polinomi en el nombre de contorns dels components. Això la va portar a obtenir una nova prova de la conjectura d'Edward Witten en els nombres d'intersecció de classes de tautologia en l'espai de mòduls, així com una fórmula asimptòtica per a la longitud de geodèsiques simples tancades sobre una superfície hiperbòlica compacta. El seu treball posterior s'ha centrat en la dinàmica Teichmüller de l'espai de mòduls. En particular, va ser capaç de demostrar la conjectura que el flux del terratrèmol de William Thurston en un espai de Teichmüller és ergòdic.

## Guardons
Mirzakhani va obtenir reconeixement internacional com a brillant adolescent després de rebre la medalla d'or a les Olimpíades Internacionals de Matemàtiques de Hong Kong (1994) i de Toronto (1995). A l'Olimpíada Internacional de Matemàtiques del 1995 va ser la primera estudiant iraniana a aconseguir la puntuació perfecta.
El 2014 se li va atorgar la Medalla Fields, considerada com el premi Nobel de les matemàtiques, per "les contribucions destacades a la dinàmica i la geometria de les superfícies de Riemann i els seus espais de mòduls". Fou la primera dona que obtenia aquest guardó.

## Llegat i memòria
En honor seu, el dia del seu naixement ha estat aprovat com a Dia Internacional de la Dona Matemàtica a proposta de la Societat Iraniana de Matemàtiques, al World Meeting for Women in Mathematics (WM) celebrat dins de l'International Congress of Mathematicians l'any 2018, amb la intenció que sigui una data de celebració i inspiració per a les dones matemàtiques de tot el món.